# Synagoga paucisetosa
Synagoga paucisetosa is een kreeftachtigensoort uit de familie van de Synagogidae. De wetenschappelijke naam van de soort is voor het eerst geldig gepubliceerd in 1990 door Grygier.